# The Bruford Tapes
The Bruford Tapes è un album dal vivo del gruppo fusion britannico Bruford, pubblicato nel 1979.

## Descrizione
L'album, interamente strumentale, fu registrato dal vivo su nastro a due tracce il 12 luglio 1979 presso il locale My Father's Place di Roslyn (New York) a cura dell'emittente radiofonica locale WLIR 92.7 FM, che poi trasmise il concerto. Tutti i brani provengono dal secondo album in studio del gruppo, One of a Kind (1979) eccetto Belzeebub che è tratto da Feels Good to Me (1978). In questa tournèe e su quest'album, il chitarrista John Clark debuttò al posto di Allan Holdsworth che aveva lasciato la formazione a giugno, subito dopo il primo tour europeo.

## Tracce
Lato A
1. Hell’s Bells – 4:35 (musica: Bill Bruford, Alan Gowen)
2. Sample and Hold – 6:36 (musica: Bruford, Dave Stewart)
3. Fainting in Coils – 7:25 (musica: Bruford)
4. Travels with Myself – and Someone Else – 4:39 (musica: Bruford)

Durata totale: 23:15
Lato B
1. Beelzebub – 3:53 (musica: Bruford)
2. The Sahara of Snow (part 1) – 5:05 (musica: Bruford)
3. The Sahara of Snow (part 2) – 3:32 (musica: Bruford, Eddie Jobson)
4. One of a Kind (part 2) – 8:45 (musica: Bruford, Stewart)
5. 5g (Five G) – 2:39 (musica: Jeff Berlin, Bruford, Stewart)

Durata totale: 23:54

## Formazione
- Jeff Berlin – basso elettrico
- Bill Bruford – batteria
- 'The Unknown' John Clark – chitarra elettrica
- Dave Stewart – tastiere